# Stará láska Nerez a vy
Stará láska Nerez a vy (1993) je jediné koncertní album Nerezu, nepočítáme-li vydané raritní nahrávky a malé desky. Nerez ho nahrál krátce před ukončením činnosti a kromě hostujícího Jaroslava Nejezchleby zde účinkuje pouze autorské trio Nerezu, přestože v jiných obdobích kapely je vždy doplňovali další muzikanti. Album obsahuje 16 písniček Nerezu a píseň Vlasy Karla Plíhala. Píseň Černá voda, což je zhudebněná báseň Josefa Kainara Zdeňkem Vřešťálem, zpívala v Nerezu Zuzana Navarová, Zdeněk Vřešťál ji však dodnes zpívá na svých koncertech.
Obal alba vytvořil Michal Cihlář.
Některé skladby z tohoto alba byly použity jako bonusy na kompilaci ...a bastafidli! (2007).

## Písně
1. Kočky (Zuzana Navarová)
2. Já s tebou žít nebudu (Zdeněk Vřešťál)
3. Vlasy (Karel Plíhal)
4. Černá voda (Zdeněk Vřešťál / Josef Kainar)
5. Za poledne (Zuzana Navarová)
6. Stín (Zdeněk Vřešťál)
7. Somrkrálka-blues (Zuzana Navarová)
8. Do posledního dechu (Zdeněk Vřešťál)
9. Písmenka (Zuzana Navarová)
10. Javor (Zdeněk Vřešťál)
11. Naruby (Zdeněk Vřešťál / Zuzana Navarová)
12. Masopust (Zuzana Navarová, Vít Sázavský / Zuzana Navarová)
13. Přivázali koně (maďarská lidová / Zuzana Navarová)
14. Vysoká politika (Zdeněk Vřešťál)
15. Samba v dešti (Zuzana Navarová, Vít Sázavský / Zuzana Navarová)
16. Pozdě na večeři (Zuzana Navarová)
17. Kytička (Zdeněk Vřešťál / Zuzana Navarová)

## Obsazení
- Zuzana Navarová - zpěv (sólo 1, 2, 4, 5, 7-9, 11, 13, 15-17), Panova flétna, cinkání
- Vít Sázavský - zpěv (sólo 1, 3, 5, 8, 12), kytara, housle, akordeon, Panova flétna
- Zdeněk Vřešťál - zpěv (sólo 2, 6, 8, 10, 14), kytara, foukací harmonika, chicken shake
- Jaroslav Nejezchleba - violoncello (4, 10, 13), gumola (1)

Aranžmá: Vít Sázavský (1-12, 14-17) a Zuzana Navarová (2, 6, 13, 14)